# Klas Hallberg
Klas Magnus Hallberg, född 8 december 1972 i Karlstad i Värmlands län, är en svensk föreläsare, scenartist och författare. 
Han är Husfilosof på Sveriges Radio i programmet P4 Extra och har skrivit böcker inom management och psykologi samt producerat egna föreställningar och shower. Han har gästspelat ett par gånger på Lund Comedy Festival. År 2009 utsågs han som Årets Alumn vid Karlstads universitet.
2004 producerade han sin första föreställning "Hångla mer!" som under fem år gick på Vasateatern i Stockholm. Under åren 2013-2017 var Klas på Sverigeturné med Hedra mysteriet - Mindfulness på Värmländska. I Stockholm spelades den på Gröna Lundsteatern. Under åren 2018-2019 turnerade Klas runt om i Sverige med Hela Sverige Hånglar - en filosofisk humorshow om att leva innan man dör. Premiären var på Scalateatern i Karlstad och gick under alla år på Scala i Stockholm Finalen var i december 2019 på Oscarsteatern. 
Metaforen I kundens skor är både en föreläsning och en bok från 2020. Boken "I kundens skor - att skapa värde ur mottagarens perspektiv", har Klas skrivit ihop med psykologiprofessorn Per Kristensson, forskare på Centrum för tjänsteforskning.  
Boken "Hela Sverige hånglar - om att leva innan man dör", utgiven 2019, är Klas bok om personlig utveckling.   
Boken "YCDBRALAI – You Can’t Do Business Running Around Like An Idiot" är en reaktion på uttrycket YCDBSOYA (You Can’t Do Business Sitting On Your Ass), som var populär på 1980-talet. Boken bygger på föreläsningen Att arbeta mindre och få mer gjort. Boken "Hedra mysteriet - mindfulness på värmländska" handlar om att både styra upp och släppa taget.  
Klas Hallberg har även skrivit bokserien Varför växer gräset? tillsammans med Magnus Kull.